# Ellen Buchleitner
Ellen Buchleitner-Kießling (Freital, 17 februari 1968) is een atleet uit Duitsland.
Bij de Wereldkampioenschappen atletiek 1991 eindigde ze als vijfde op de 1500 meter, en op de Olympische Zomerspelen van Barcelona in 1992 liep ze voor Duitsland de 1500 meter. Haar persoonlijk record op deze afstand is 4:04.44, die ze in 1989 liep.
Kießling was tweemaal Oost-Duits kampioene op de 1500 meter, in 1989 en 1990.

## Privé
Ellen Buchleitner was getrouwd met de marathonloper Michael Buchleitner.
- World Athletics: 14347673